# Liga Asobal 2014-15
La Liga ASOBAL 2014-15 contó con 16 equipos, enfrentados todos contra todos a doble vuelta. Los dos equipos ascendidos esta temporada fueron el BM Zamora y el BM Benidorm, debutantes en la máxima categoría del balonmano español.
El FC Barcelona ganó el año anterior el título, y en la temporada 2014-15 consiguió defender satisfactoriamente su título, obteniéndolo por quinta quinta ocasión consecutiva. El Barcelona ganó los treinta partidos de liga que disputó. El segundo clasificado fue el Naturhouse La Rioja, que obtuvo plaza en la Liga de Campeones de la EHF para la siguiente temporada.

## Equipos
| Equipo                      | Entrenador              | Ciudad            | Pabellón                           | Aforo  | Marca    | Patrocinador             |
| --------------------------- | ----------------------- | ----------------- | ---------------------------------- | ------ | -------- | ------------------------ |
| FC Barcelona Intersport     | Xavier Pascual Fuertes  | Barcelona         | Palau Blaugrana                    | 7.500  | Nike     | Intersport               |
| Naturhouse La Rioja         | Javier "Jota" González  | Logroño           | Palacio de los Deportes            | 4.500  | Mercury  | Naturhouse               |
| Fraikin BM Granollers       | Carlos Viver            | Granollers        | Palau d'Esports de Granollers      | 5.685  | Kempa    | Fraikin                  |
| Helvetia Anaitasuna         | Aitor Etxaburu          | Pamplona          | Pabellón Anaitasuna                | 2.500  | Salming  | Helvetia Seguros         |
| BM Benidorm                 | Fernando Latorre        | Benidorm          | Palacio de Deportes L'Illa         | 3.500  | Rasán    | Servigroup               |
| Frigoríficos Morrazo Cangas | Víctor García Pillo     | Cangas de Morrazo | Municipal O Gatañal                | 3.000  | Hummel   | Frigoríficos del Morrazo |
| Abanca Ademar de León       | Daniel Gordo Rios       | León              | Palacio Municipal de Deportes      | 6.000  | Rasán    | Abanca                   |
| Fertiberia Puerto Sagunto   | Patxi Martí             | Sagunto           | Pabellón Municipal de Internúcleos | 1.500  | Rasán    | Fertiberia               |
| Juanfersa Gijón             | Alberto Suárez          | Gijón             | Palacio de Deportes de Gijón       | 7.000  | Legea    | Juanfersa                |
| BM Huesca                   | José Francisco Nolasco  | Huesca            | Palacio Municipal de Huesca        | 5.500  | Rasán    |                          |
| BM Guadalajara              | Mateo Garralda          | Guadalajara       | Multiusos de Guadalajara           | 5.894  | Rasán    |                          |
| GlobalCaja Ciudad Encantada | "Zupo" Equisoain        | Cuenca            | Municipal El Sargal                | 1.900  | Elements | GlobalCaja               |
| MMT Seguros Zamora          | Eduardo García Valiente | Zamora            | Polideportivo Ángel nieto          | 1.500  | Hummel   | MMT Seguros              |
| V. Aranda Autocares Bayo    | Jacobo Cuétara          | Aranda de Duero   | Pabellón Príncipe de Asturias      | 3.000  | Hummel   | Autocares Bayo           |
| Ángel Ximénez Puente Genil  | Antonio Ortiz           | Puente Genil      | Pabellón Alcalde Miguel Salas      | 600    | Nike     | Ángel Ximénez            |
| BM Aragón                   | Demetrio Lozano         | Zaragoza          | Pabellón Príncipe Felipe           | 12.000 | Kempa    |                          |

## Clasificación
| Pos. | Equipo                      | PJ | PG | PE | PP | GF   | GC  | Dif. | Pts. |
| ---- | --------------------------- | -- | -- | -- | -- | ---- | --- | ---- | ---- |
| 1    | FC Barcelona (C)            | 30 | 30 | 0  | 0  | 1187 | 783 | +404 | 60   |
| 2    | Naturhouse La Rioja         | 30 | 23 | 2  | 5  | 944  | 811 | +133 | 48   |
| 3    | Fraikin BM Granollers       | 30 | 20 | 3  | 7  | 840  | 787 | +53  | 43   |
| 4    | Helvetia Anaitasuna         | 30 | 16 | 4  | 10 | 869  | 834 | +35  | 36   |
| 5    | Frigoríficos Morrazo Cangas | 30 | 15 | 2  | 13 | 823  | 848 | -25  | 32   |
| 6    | BM Benidorm                 | 30 | 14 | 4  | 12 | 787  | 800 | -13  | 32   |
| 7    | Reale Ademar León           | 30 | 13 | 5  | 12 | 915  | 908 | +7   | 31   |
| 8    | Blasgon Villa de Aranda     | 30 | 11 | 6  | 13 | 861  | 863 | -2   | 28   |
| 9    | BM Huesca                   | 30 | 13 | 1  | 16 | 807  | 869 | -62  | 27   |
| 10   | Ángel Ximénez Puente Genil  | 30 | 11 | 2  | 17 | 809  | 831 | -22  | 24   |
| 11   | Quabit BM Guadalajara       | 30 | 11 | 2  | 17 | 820  | 865 | -45  | 24   |
| 12   | Fertiberia Puerto Sagunto   | 30 | 12 | 0  | 18 | 881  | 954 | -73  | 24   |
| 13   | BM Aragón                   | 30 | 10 | 3  | 17 | 841  | 912 | -71  | 23   |
| 14   | GlobalCaja Ciudad Encantada | 30 | 9  | 3  | 18 | 777  | 850 | -73  | 21   |
| 15   | BM Zamora                   | 30 | 8  | 3  | 19 | 762  | 880 | -118 | 19   |
| 16   | Gijón Jovellanos            | 30 | 4  | 0  | 26 | 710  | 838 | -128 | 8    |

## Premios y estadísticas

### Siete ideal
Siete ideal escogido por los entrenadores la Liga ASOBAL.
| Posición          | Jugador                 | Equipo       |
| ----------------- | ----------------------- | ------------ |
| Mejores Jugador   | Nikola Karabatic        | FC Barcelona |
| Portero           | Gonzalo Pérez de Vargas | FC Barcelona |
| Extremo izquierdo | Gudjon Valur Sigurdsson | FC Barcelona |
| Lateral izquierdo | Nikola Karabatić        | FC Barcelona |
| Central           | Raúl Entrerríos         | FC Barcelona |
| Lateral derecho   | Kiril Lazarov           | FC Barcelona |
| Extremo derecho   | Víctor Tomás            | FC Barcelona |
| Pivote            | Jesper Nøddesbo         | FC Barcelona |

- Mejor defensor
  -  Viran Morros, FC Barcelona

- Mejor debutante
  -  Octavio Magadán, MMT Seguros Zamora

- Mejor entrenador
  -  Xavier Pascual Fuertes, FC Barcelona